# 遠賀信用金庫
遠賀信用金庫（おんがしんようきんこ）は、福岡県遠賀郡岡垣町に本部を置く信用金庫。略称は「おんしん」。宗像地方（宗像市・遠賀郡など）や北九州地方を中心に支店を展開している。

## 沿革
- 1949年9月8日 市街地信用組合法による「水巻信用組合」として設立
- 1953年3月 信用金庫法に基づき、水巻信用金庫となる
- 1954年9月 遠賀信用金庫に改称

## 本支店とATM
- 本店（水巻町）
  - 梅ノ木出張所（水巻町）
  - 吉田出張所（水巻町）
  - 水巻町役場内（水巻町）
- 芦屋支店（芦屋町）
- 遠賀川支店（遠賀町）
  - ゆめタウン遠賀出張所（遠賀町）
  - 遠賀川駅前出張所（遠賀町）
- 浅木支店（遠賀町）
- 山田支店（岡垣町）
- 岡垣支店（岡垣町）
  - イオン岡垣出張所（岡垣町）
- むなかた支店（宗像市）
  - サンリブくりえいと宗像出張所（宗像市）
  - 光岡出張所（宗像市）
- みやじ参道支店（福津市）
  - イオンモール福津出張所（福津市）
- 古賀支店（古賀市）
  - サンリブ古賀出張所（古賀市）
  - 古賀市役所共同出張所（古賀市）
  - 古賀SA上り共同出張所（古賀市）
- 折尾支店（北九州市八幡西区）
- 医大前支店（北九州市八幡西区）
- 中間支店（中間市）
  - ショッパーズモール中間（中間市）
  - 中間市役所内（中間市）
- 新宮支店（糟屋郡新宮町）
- 福岡東支店（福岡市東区）
- 空港東支店（糟屋郡粕屋町）